# Aşağıtırtar, Yalvaç
Aşağıtırtar là một xã thuộc huyện Yalvaç, tỉnh Isparta, Thổ Nhĩ Kỳ. Dân số thời điểm năm 2011 là 286 người.